# Ma Yunwen
Ma Yunwen (chinesisch 马蕴雯, Pinyin Mǎ Yùnwén; * 19. Oktober 1986 in Shanghai) ist eine chinesische Volleyballspielerin.
Ma Yunwen spielte von 2005 bis 2013 als Mittelblockerin in der chinesischen Nationalmannschaft. Bei den Olympischen Spielen 2008 in Peking gewann sie die Bronzemedaille und bei den Olympischen Spielen 2012 in London wurde sie Fünfte. Ma wurde 2005 und 2011 auch Asienmeisterin und gewann 2010 die Asienspiele.